# State of Origin 2020
Navigation
Édition précédente Édition suivante
Le State of Origin 2020 est la trente-neuvième édition du State of Origin, qui se déroule du 4 novembre au 18 novembre 2020 avec trois matchs à l'Adelaide Oval d'Adélaïde, à l'ANZ Stadium de Sydney et au Suncorp Stadium de Brisbane.
Cette édition est à l'instar des autres évènements sportifs en Australie remise en question en raison de la pandémie de Covid-19. Après un temps d'hésitation à sa déprogrammation,  il est finalement confirmé en avril 2020 que les trois rencontres de la série 2020 se déroulent après la finale de la National Rugby League en novembre 2020 avec l'annonce des dates en mai 2020.

## Déroulement de l'épreuve

### Première rencontre
(mt : 0 - 10)
Points marqués : 
- Queensland : 3 essais de Brimson (49e), Coates (53e) et Munster (65e) ; 3 transformations de Cherry-Evans (51e, 55e et 66e) : 1 carton jaune de Kaufusi (79e).
- Nouvelle-Galles du Sud : 3 essais de Cook (15e) et Addo-Carr (20e et 75e) ; 1 transformation de Cleary (16e).

Évolution du score : 0-6, 0-10 (mi-temps), 6-10, 12-10, 18-10, 18-14.
Homme du match : Daly Cherry-Evans
Arbitre : Gerard Sutton
Spectateurs : 25 218
Composition des équipes :
- Queensland : Alexander Brimson - Xavier Coates, Kurt Capewell, Dane Gagai, Phillip Sami - Cameron Munster, Daly Cherry-Evans (c) - Christian Welch, Jake Friend, Josh Papalii, Felise Kaufusi, Coen Hess, Tino Fa'asuamaleaui - Ben Hunt, Lindsay Collins, Jai Arrow, Jaydn Su'A - Entraîneur : Wayne Bennett
- Nouvelle-Galles du Sud : James Tedesco - Daniel Tupou, Clinton Gutherson, Jack Wighton, Josh Addo-Carr - Luke Keary, Nathan Cleary - Daniel Saifiti, Damien Cook, Junior Paulo, Boyd Cordner (c), Tyson Frizell, Jake Trbojevic - Cody Walker, Payne Haas, Cameron Murray, Angus Crichton - Entraîneur : Brad Fittler

### Deuxième rencontre
(mt : 18 - 4)
Points marqués :
- Nouvelle-Galles du Sud : 6 essais de Walker (16e), Tedesco (22e), Addo-Carr (37e et 64e), Wighton (42e) et Tupou (53e) ; 4 transformations de Cleary (18e, 23e, 38e et 44e) ; 1 pénalité de Cleary (79e) ; 1 carton jaune de Haas (56e).
- Queensland : 2 essais de Coates (7e) et Papalii (62e) ; 1 transformation de Holmes (63e) ; 1 carton jaune de Fa'asuamaleaui (56e).

Évolution du score : 0-4, 6-4, 12-4, 18-4 (mi-temps), 24-4, 28-4, 28-10, 32-10, 34-10
Homme du match : Nathan Cleary
Arbitre : Gerard Sutton
Spectateurs : 36 212
Composition des équipes :
- Nouvelle-Galles du Sud : James Tedesco (c) - Daniel Tupou, Clinton Gutherson, Jack Wighton, Josh Addo-Carr - Cody Walker, Nathan Cleary - Daniel Saifiti, Damien Cook, Payne Haas, Angus Crichton, Tyson Frizell, Jake Trbojevic - Dale Finucane, Junior Paulo, Nathan Brown, Isaah Yeo - Entraîneur : Brad Fittler
- Queensland : Valentine Holmes - Xavier Coates, Kurt Capewell, Dane Gagai, Phillip Sami - Cameron Munster, Daly Cherry-Evans (c) - Dunamis Lui, Jake Friend, Josh Papalii, Felise Kaufusi, Jaydn Su'A, Tino Fa'asuamaleaui - Ben Hunt, Lindsay Collins,Jai Arrow, Moeaki Fotuaika - Entraîneur : Wayne Bennett

### Troisième rencontre
(mt : 12 - 6)
Points marqués :
- Queensland : 3 essais d'Holmes (3e), E. Lee (36e) et Grant (62e) ; 3 transformations d'Holmes (5e, 38e et 63e) ; 1 pénalité d'Holmes (57e) ; 1 carton jaune d'Allan (76e).
- Nouvelle-Galles du Sud : 2 essais de Tedesco (8e) et Tupou (65e) ; 2 transformations de Cleary (9e et 66e) ; 1 pénalité de Cleary (72e).

Évolution du score : 6-0, 6-6, 12-6 (mi-temps), 14-6, 20-6, 20-12, 20-14.
Homme du match : Cameron Munster
Arbitre : Gerard Sutton
Spectateurs : 49 155
Composition des équipes :
- Queensland : Corey Allan - Valentine Holmes, Dane Gagai, Brenko Lee, Edrick Lee - Cameron Munster, Daly Cherry-Evans (c) - Christian Welch, Jake Friend, Josh Papalii, Kurt Capewell, Felise Kaufusi, Tino Fa'asuamaleaui - Jaydn Su'A, Harry Grant, Lindsay Collins, Jai Arrow - Entraîneur : Wayne Bennett
- Nouvelle-Galles du Sud : James Tedesco (c) - Daniel Tupou, Clinton Gutherson, Jack Wighton, Josh Addo-Carr - Cody Walker, Nathan Cleary - Daniel Saifiti, Damien Cook, Payne Haas, Angus Crichton, Tyson Frizell, Jake Trbojevic - Dale Finucane, Junior Paulo, Nathan Brown, Isaah Yeo - Entraîneur : Brad Fittler

## Médias
Les droits télévisuels appartiennent à Channel Nine en Australie, Sky Sports en Nouvelle-Zélande, BeIN Sport en France, Premier Sport au Royaume-Uni, Fox Soccer aux États-Unis, Sportsnet World au Canada.
La presse australienne, notamment le mensuel Rugby League Review, suit particulièrement l’évènement; suivie en cela par la presse britannique, en particulier par l'hebdomadaire Rugby Leaguer  & League Express.
Si l'évènement semble encore peu couvert par la presse généraliste française et la presse française sportive, il commence à donner lieu à une certaine couverture de Midi Olympique.